# Hippolyte Auger
Hippolyte Auger, pseudonimo di Hippolyte Augé (Auxerre, 25 maggio 1796 – Mentone, 5 gennaio 1881), è stato uno scrittore, traduttore e drammaturgo francese.

## Biografia
Nato e cresciuto in Borgogna, nel 1810 si trasferì a Parigi, dove lavorò come sarto. Qui conobbe diversi soldati russi che si trovavano a Parigi dopo l'abdicazione di Napoleone nel 1814 e li seguì in Russia per combattere nell'esercito di Alessandro I. Dopo diciotto mesi nell'esercito russo si recò a San Pietroburgo, dove conobbe e divenne amico di Filipp Vigel, amico di Aleksandr Sergeevič Puškin. Grazie a Vigel, che lo avrebbe supportato per il resto della vita, conobbe la famiglia imperiale russa e diversi membri dell'aristocrazia. Il ritorno al potere di Napoleone rese il suo futuro in Russia incerto e lasciò quindi San Pietroburgo.
A Vilnius conobbe l'ufficiale Michael Lunin, di cui si innamorò. Intenzionati a partire per il Sudamerica, i due tornarono a Parigi, dove convissero per un anno. Auger cominciò a mantenersi scrivendo articoli per i giornali parigini e opere teatrali, mentre nel 1820 divenne segretario di William Drummond di Logie Almond, che seguì durante gli scavi archeologici in Inghilterra e in Italia. Di ritorno in Francia nel 1827, Auger conobbe Hippolyte Carnot e Philippe Buchez e dalla fine degli anni 1830 cominciò a pubblicare un discreto numero di romanzi. Nel 1839 pubblicò i tre volumi di Physiologie du théâtre, una dettagliata panoramica sul teatro francese.
Dopo un ultimo viaggio in Russia, trascorse i suoi ultimi anni tra Parigi e Tolone, dove conobbe il bibliofilo Alexandre Mouttet, che gli consigliò di scrivere le proprie memorie. L'autobiografia, intitolata Mémoires d'Auger, fu pubblicata postuma nel 1891 e destò scalpore per il candore con cui Auger aveva descritto la sua vita e le sue frequentazioni omosessuali.

## Opere (parziale)
- Marpha, ou Novgorod conquise (1818)
- Boris (1819)
- Ivan VI or Forteres Schlusselbourg (1819)
- Rienzi (1820)
- Gabriel Vénance, histoire écrite par lui-même (1818)
- Essai historique sur la république de San-Marino (1827)
- Le Prince de Machiavel, ou la Romagne de 1502 (1834)
- Moralités (1834)
- La Folle (1836)
- La Femme du monde et la femme artiste (1837)
- Pauvre Mèr (1837)
- Marcel, ou l'intérieur d'un ménage (1838)
- Mademoiselle Bernard, ou l'autorité paternelle (1838)
- Tout pour de l'or (1839)
- Physiologie du théâtre (1840)
- Théâtre de Beaumarchais (1842)
- Avdotia, roman russe (1846)
- Un Roman sans titre (1846)